# Осада Львова (1648)
Осада Львова 1648 года — событие восстания Хмельницкого. Казацко-крестьянское западнорусское войско во главе с Богданом Хмельницким совместно с крымскими татарами осадило Львов.
Одерживая победу за победой над польско-литовскими силами, Хмельницкий с войском быстро продвигался на запад и в первых днях октября подошёл к главному городу Червоной Руси — Львову. Город не был готов к осаде, он был обнесён давно не обновлявшейся кирпичной стеной, а над городом возвышался ветхий Высокий замок времён Казимира III. Оборонительные сооружения Львова не позволяли его защитникам надеяться на долгую оборону ввиду наличия у казаков осадной артиллерии. До Хмельницкого на короткое время во Львов прибыли потерпевшие поражение в битве под Пилявцами коронные войска во главе с Иеремией Вишневецким и Николаем Остророгом, однако оба магната, несмотря на обещания оборонять город, не задержались в нём и, забрав казну, уехали в Замостье.
Во время осады казаки штурмовали Святоюрскую гору с расположенным на ней Собором Святого Юра и вырезали прятавшихся в ней униатов.
Во время осады был взят в плен татарами Тугай-бея Иван Брюховецкий, впоследствии гетман Левобережной Украины. Татары разграбили и спалили его родовое село Брюховичи.
Чтобы лишить осаждающих удобных позиций для обстрела города, львовяне сожгли городские предместья. Хмельницкий, войско которого в значительной мере состояло из черни, решил не идти на штурм города. Вместо этого он решил использовать психологический фактор, отправив отряды под предводительством Максима Кривоноса на взятие Высокого замка. Крепость быстро пала, однако сам Кривонос получил тяжёлое ранение, в результате которого вскоре скончался. Быстрое взятие казаками Высокого замка, а также жестокая казнь пленных перед глазами львовского гарнизона, склонил горожан к переговорам. В их итоге горожане смогли выторговать снятие осады за огромный откуп в размере 365 тысяч злотых (по другим данным — 220 тысяч). В ноябре 1648 года осада была снята и Хмельницкий отправился на осаду Замостья. Татарская орда по большей части вернулась в степи.
Согласно сведениям, содержащимся в историческом очерке «Осада Львова в 1648 году» львовского историка XIX века польского историка Людвика Кубалы, сохранению города способствовал святой Ян из Дукли:

Это неожиданное отступление противника, и спасение их города от него, приписывают чуду когда Хмельницкий и Тугай-бей увидели в вечерних облаках над монастырем бернардинцев коленопреклоненную фигуру монаха с воздетыми вверх руками, и перед страшным этим видом отдали приказ к отступлению. Отцы бернардинцы признали в нём блаженного Яна из Дуклы. А посему после отхода от Львова казаков, весь город сошелся в могиле его с шествием, и возложили корону на его могиле, а в следующем году установили перед костелом бернардинцев колонну, которая существует и по сей день.
Оригинальный текст (пол.)Ten niespodziewany odwrót nieprzyjaciela, a z nim ocalenie miasta, przypisywano cudowi. Opowiadano, że Chmielnicki i Tuhaj-bej ujrzeli w chmurach wieczornych nad klasztorem bernardynów postać zakonnika, klęczącego z wzniesionemi rękami, i, widokiem tym przestraszeni, dali znak do odwrotu. OO. bernardyni uznali, że to był bł. Jan z Dukli; to też po opuszczeniu Lwowa przez Kozaków, całe miasto udało się do grobu jego z procesją, złożyło tamże koronę, a w następnym roku wystawiło przed kościołem bernardynów kolumnę, która do dziś dnia istnieje.

Эту легенду запечатлел в своей картине «Богдан Хмельницкий и Тугай-бей под Львовом» польский художник Ян Матейко.